# Рин (Немачка)
Рин (њем. Rühn) општина је у њемачкој савезној држави Мекленбург-Западна Померанија. Једно је од 62 општинска средишта округа Гистров. Према процјени из 2010. у општини је живјело 677 становника. Посједује регионалну шифру (AGS) 13053078.

## Географски и демографски подаци
Рин се налази у савезној држави Мекленбург-Западна Померанија у округу Гистров. Општина се налази на надморској висини од 7 метара. Површина општине износи 14,4 km². У самом мјесту је, према процјени из 2010. године, живјело 677 становника. Просјечна густина становништва износи 47 становника/km².